# Lycoperdina ferruginea
Lycoperdina ferruginea is een keversoort uit de familie zwamkevers (Endomychidae). De wetenschappelijke naam van de soort werd in 1824 gepubliceerd door John Lawrence LeConte.